# Победа (Амвросиевский район)
Победа (укр. Побєда) — посёлок в Амвросиевском районе Донецкой области Украины. Находится под контролем самопровозглашённой Донецкой Народной Республики.

## Население
Население по переписи 2001 года составляло 59 человек.

## Общая информация
Почтовый индекс — 87324. Телефонный код — 6259. Код КОАТУУ — 1420684507.

## Местный совет
87324, Донецкая область, Амвросиевский район, пос. Клёновка, ул. Ленина, 8